# Miguel Rubio Feliz
Miguel Rubio Feliz (Santiago de Chile, 1922-Ibid., 1980) fue un fotógrafo y reportero gráfico chileno, Premio Nacional de Periodismo, mención Fotografía, de 1979.
Llegó a prestar servicios en destacados medios chilenos, tales como El Diario Ilustrado, Vea, El Mercurio, Las Últimas Noticias y Nuevaurora. Obtuvo por sus trabajos importantes galardones, otorgados por la Municipalidad de Santiago, el Club de Rotarios, y el Salón de los Reporteros Gráficos. 
El archivo fotográfico de este autor fue donado al Museo Histórico Nacional.

## Biografía

### Vida familiar
Su padre, Teodosio Rubio López, llegó a Chile desde España con su esposa Albinia Feliz Gutierrez y sus hijos Román y Emiliano; luego nacerán en Chile Félix, Miguel, Matilda y Consuelo. Se dedicó a la fotografía tomando escenas familiares, fiestas y reuniones sociales. Inició a la fotografía a todos sus hijos varones, los que se vincularon al reportaje gráfico por inquietud y consejos de su madre. La vena periodística nació cuando Teodosio construye una máquina fotográfica que más tarde vendió a la "Casa Losada". Román, hijo mayor, pidió le construyeran una y así de esta manera todos los hermanos llegaron a tener una máquina en su poder.
El abuelo muere prematuramente en 1926, y el gran jefe de familia que quedó fue la abuela Albinia Feliz de Rubio, la cual vivía pendiente de las noticias de la radio, cualquier cosa que oía, inmediatamente la comunicaba a sus hijos para que éstos la cubrieran. Es así como se forman cuatro hermanos destacados en el reporterismo gráfico, obteniendo tres de ellos el Premio Nacional de Periodismo con Mención en Fotografía.[cita requerida]
Con Carlina Blest Palma su primera esposa, tienen tres hijos: Patricio, Claudio, Marcela.[cita requerida] Con Ema Larenas Assen, su segunda esposa, tiene su cuarta hija, Luisa Fernanda, quien además es laboratista y fotógrafa.

### Trayectoria fotográfica
Ingresó en 1936 a El Diario Ilustrado, iniciando así su carrera profesional como ayudante de fotografía. En ese cargo se desempeñaría hasta 1939, año que ingresó a la revista Vea. Se mantuvo allí hasta 1941, año en que regresó a El Diario Ilustrado, pero esta vez en jefe de la Sección de Fotografía, cargo en el que permaneció durante 24 años, hasta 1965.
En 1938 fue uno de los socios fundadores de la Unión de Reporteros
Gráficos de Chile, que constituye una de las instituciones más antiguas del país. En 1950 fue elegido miembro del Directorio de la Unión de Reporteros, cumpliendo labores directivas por más de 10 años.
Hacia fines de 1965, ingresa a la empresa periodística de El Mercurio, donde trabajaría para el diario La Segunda, al mismo tiempo colabora con servicios especiales para El Mercurio y Las Últimas Noticias hasta 1971. Ese mismo año ganó un concurso entre 15 profesionales para ingresar a la Editorial Gabriela Mistral, donde se desempeñó como reportero gráfico titular de la Revista Estadio, colaborando además en otras publicaciones de la empresa. En 1978 trabajó en la revista Foto Sport hasta febrero de 1979, fecha en que se pone término a esa publicación.
Este mismo año Miguel Rubio Feliz recibe el Premio Nacional de Periodismo, mención Fotografía, después de 43 años de labor ininterrumpida. Postuló a la máxima distinción de la carrera periodística junto a sus colegas José "Pinchanga" Muga, de la Revista Vea y Alejandro Moreno, del diario La Tercera. El 29 de agosto de 1979 a las 10:30 hrs, el jurado presidido por el Ministro de Educación Gonzalo Vial, dictaminó que los méritos profesionales de Miguel Rubio lo hacían merecedor del premio. Los puntos que el jurado tomó en cuenta para otorgar esta distinción fueron: la larga y brillante trayectoria profesional del agraciado, los reconocimientos obtenidos en diversos concurso nacionales e internacionales de fotografía periodística, el haber proyectado su obra periodística en numerosas exposiciones sobre acontecimientos que han conmovido la vida nacional, demostrando la dignidad y permanencia de la carrera en su especialidad y su vasta y reconocida labor gremial, la que comienza al principio de su profesión.
En 1970 fue el primer periodista gráfico chileno invitado a Estados Unidos por el departamento de Estado, oportunidad en que dictó varias charlas en la Universidad de Columbia. Fue además uno de los impulsores de la creación de la cátedra de reporteros gráficos en las Escuelas de Periodismo del país y de la iniciativa para que se reconocieran los derechos de autor.
Su única y gran desilusión en su vida profesional la constituyó el no haber estado presente durante los acontecimientos del año 1973. Momento en que se encontraba en La Serena reporteando un festival de Teatro Infantil. Este percance limitó la exposición de su propio archivo, sobre 40 años de acontecer nacional.

## Galardones
A través de su amplia trayectoria,  Rubio obtuvo numerosas distinciones profesionales, entre las cuales se incluyen: 
- Gran Premio en el Salón de Fotografía Periodística en los años 1959 y 1972,
- Primer Gran Premio en el tema Deportivo (1975)
- Tercer Gran Premio (1972) en el Salón Internacional para fotografías periodísticas mundiales, efectuado en Bulgaria
- Segundo premio en el Primer Salón de Reporteros Gráficos en 1950, Premio Rotary Club y numerosas otras distinciones.

Viajó en misiones profesionales a Argentina, Perú, Bolivia, Brasil, Uruguay, Ecuador, Colombia y Estados Unidos. Presentó sus fotografías en varias exposiciones, entre ellas una sobre la visita del presidente Eisenhower a Chile y otras sobre el terremoto de 1960, noticia más importante que le tocó reportear para el Diario Ilustrado. También expuso de sus visitas a Estados Unidos y la Isla de Pascua. 
Expuso en 1944 en el Salón de Fotografía del Círculo Fotográfico de Chile. En 1950 envió sus fotos a la Exposición Fotográfica de la Unión de Reporteros y obtuvo el Premio Fuerza Aérea de Chile por su fotografía Por Amor a la Patria.